# メガヘルツ
メガヘルツ（megahertz、記号：MHz）は、国際単位系における周波数の単位で、106ヘルツ（Hz）（=1,000,000Hz）、1000キロヘルツ（kHz）、0.001ギガヘルツ（GHz）に相当する。日本では1972年（昭和47年）7月1日の改正計量法の施行を以って変更された。それまではMc/s（メガサイクル毎秒）又はMc（メガサイクル）と呼ばれた。MhzやMHZという表記は誤り。

## 符号位置
| 記号 | Unicode | JIS X 0213 | 文字参照          | 名称           |
| ---- | ------- | ---------- | ----------------- | -------------- |
| ㎒   | U+3392  | -          | &#x3392; &#13202; | メガヘルツ記号 |